# Cephaloleia amblys
Cephaloleia amblys es un coleóptero de la familia Chrysomelidae.
Fue descrita científicamente en 1996 por Staines.